# Alex Ferrari
Alex Ferrari (* 1. Juli 1994 in Modena) ist ein italienischer Fußballspieler. Der Abwehrspieler steht bei Sampdoria Genua unter Vertrag.

## Karriere

### Im Verein
Ferrari stammt aus der Jugend des FC Bologna und wurde 2013 in den Profikader übernommen, kam jedoch vorerst nicht zu Einsätzen. Nach einer Leihe zum FC Crotone während der Rückrunde der Saison 2013/14 kam er zu ersten Einsätzen bei Bologna. Im Laufe der Saison 2014/15 kam Ferrari in 13 Partien zum Einsatz sowie in den Play-offs, die man gewinnen und den Aufstieg in die Serie A feiern konnte. Seine erste Partie in der Serie A absolvierte Ferrari am 22. August 2015 bei der 1:2-Niederlage gegen Lazio Rom.
Im Januar 2017 bis Juni 2018 wurde Ferrari an Hellas Verona verliehen. Seit 2018 spielt Ferrari für Sampdoria Genua.

### In der Nationalmannschaft
2015 bestritt Ferrari ein Spiel für die U-20-Nationalmannschaft Italiens, ehe er im September für die U-21-Auswahl nominiert wurde. In dieser kam er bis 2017 in sieben Partien zum Einsatz. Im Mai 2017 wurde er zudem für die A-Nationalmannschaft nominiert, blieb jedoch ohne Einsatz und wurde seitdem auch nicht mehr berücksichtigt.

## Erfolge
- Aufstieg in die Serie A: 2014/15